# Soddyit
Soddyitul este un mineral de uraniu cu formula chimică (UO2)2SiO4·2H2O (silicat de uranil hidratat). Se prezintă sub formă de cristale galbene și apare de obicei îin amestec cu curitul în minereuri de uraniu oxidate. Este numit în onoarea lui Frederick Soddy (1877-1956), radiochimist și fizician britanic.  